# Bezpečnostní zastavovací místo

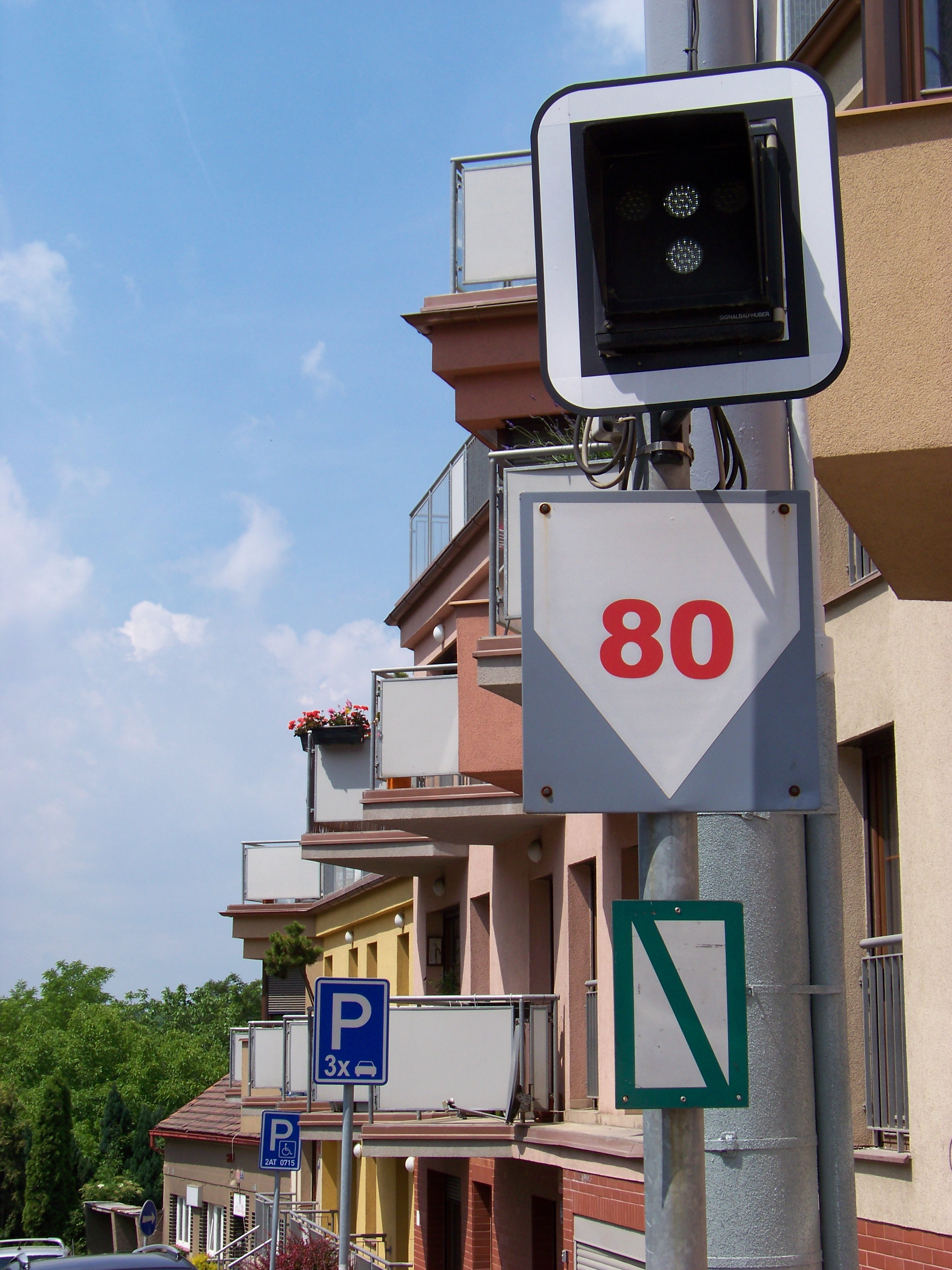
Označení bývalého bezpečnostního zastavovacího místa před hlavním klesáním se spádem 80 ‰ v Trojské ulici v Praze

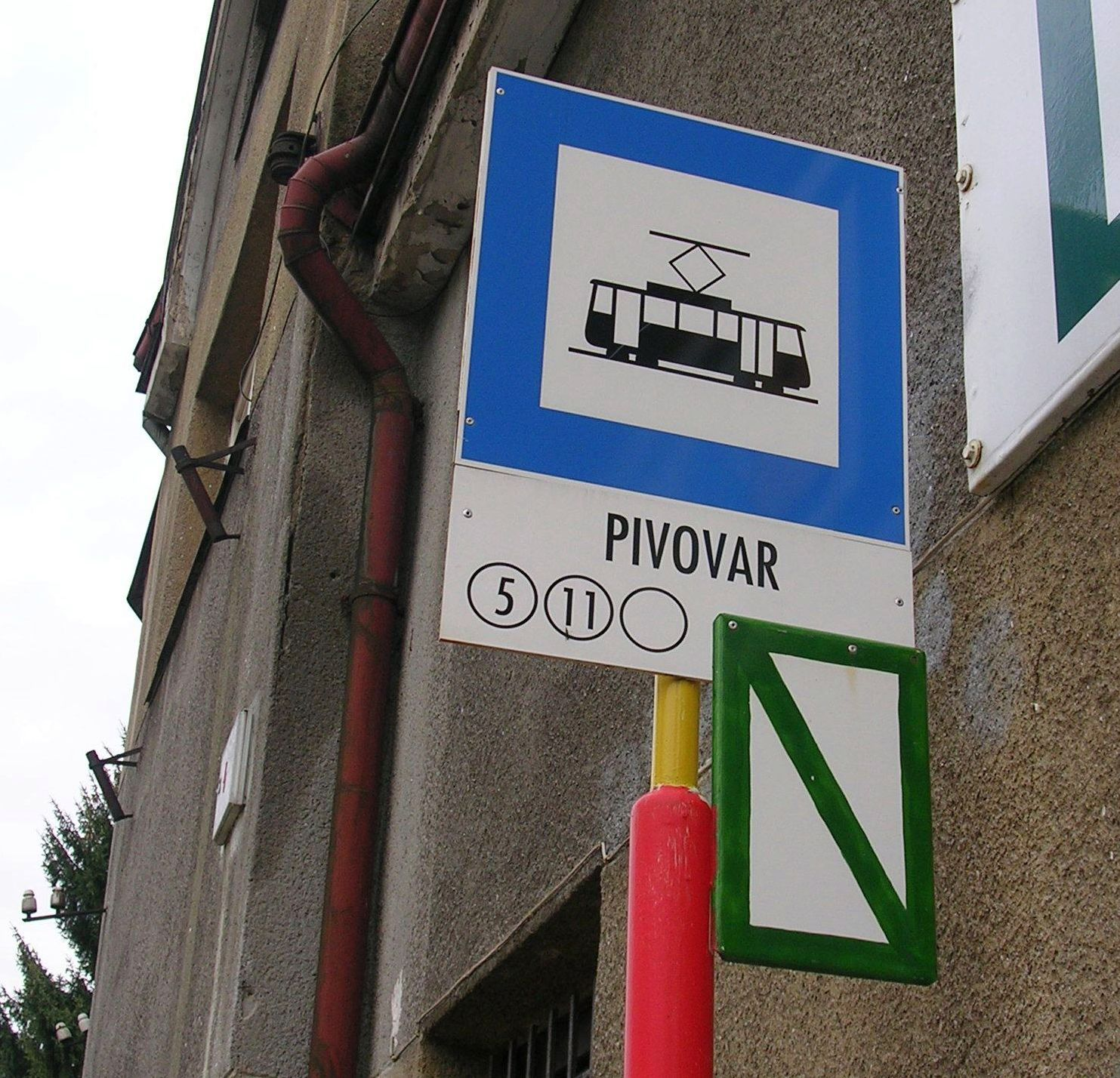
Označení bezpečnostního zastavovacího místa v zastávce Pivovar v Liberci

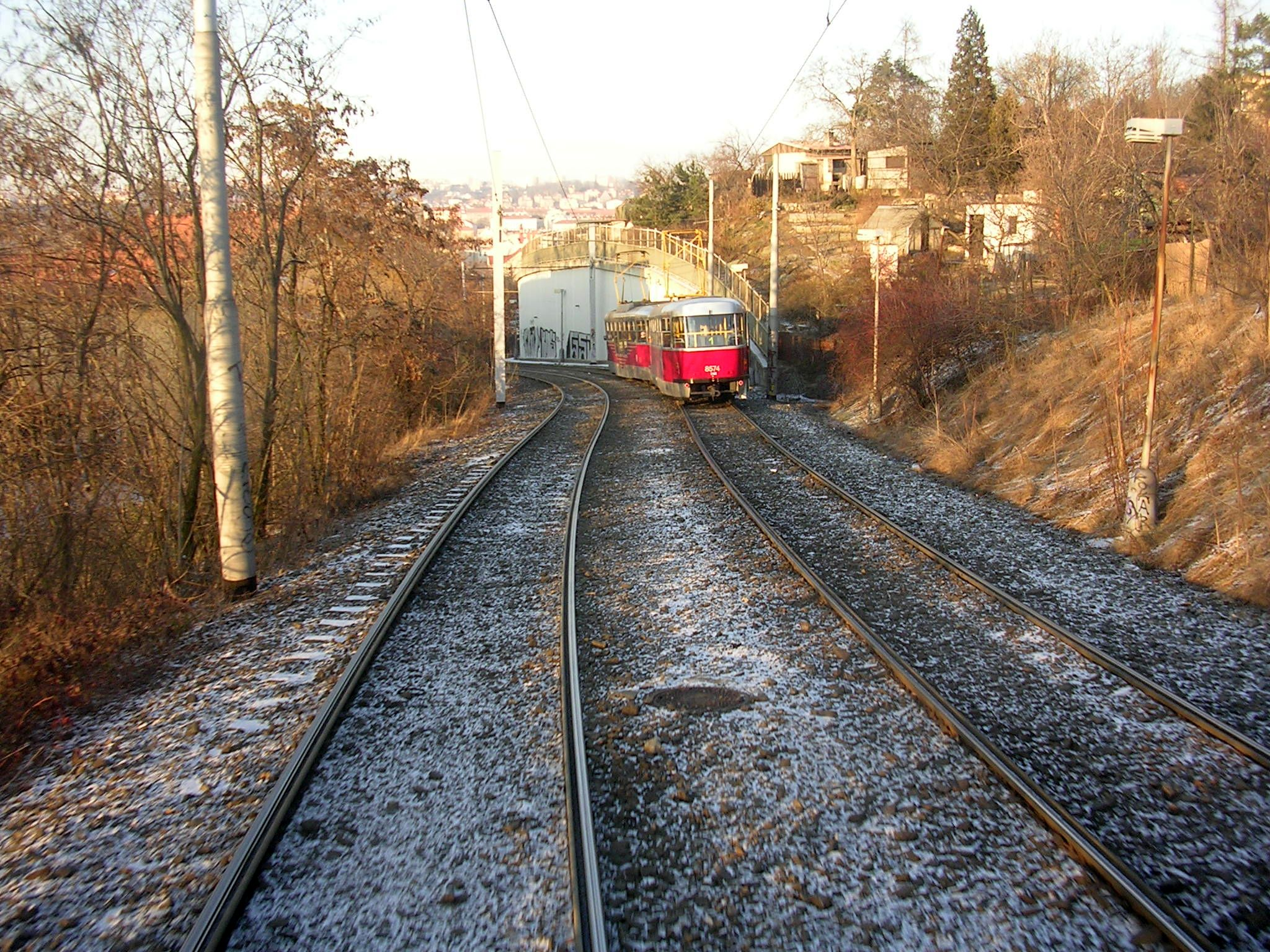
Tramvaj stojící v bývalém BZM v Praze na trati z Krejcárku před vyústěním do křižovatky Palmovka

Bezpečnostní zastavovací místo je na tramvajové trati místo, kde se musí ověřit funkčnost brzd zastavením. V Česku a na Slovensku se taková místa označují návěstí „bezpečnostní zastavení“. Může být umístěno buď v zastávce, nebo mimo zastávku. Provozní předpis konkrétní tramvajové sítě může v závislosti na okolnostech upravit další podrobnosti s takovými místy spojené, například způsob přezkoušení brzd (v některých místech se po zastavení vlaku zkouší též kolejnicová brzda) nebo způsob rozjezdu z tohoto místa (např. povinný rozjezd samospádem, tedy pouhým odbrzděním bez silového působení motorů). 

## Právní úprava
Obecně závazný právní rámec bezpečnostním zastavovacím místům v Česku dává § 28 odst. 3 a 4 vyhlášky č. 173/1995 Sb., kterou se vydává dopravní řád drah. Podlě něj se bezpečnostní zastavovací zřizuje před traťovými úseky dráhy tramvajové se spádem 70 ‰ a větším a tam, kde je to nutné s přihlédnutím k místním podmínkám. V bezpečnostním zastavovacím místě se ověřuje funkce brzd všech drážních vozidel dráhy tramvajové zastavením. V příloze č. 1 části II (Základní návěsti tramvajových a trolejbusových drah) v oddílu B (Návěstidla a návěsti na trati) tato vyhláška pod číslem 6 stanoví podobu a význam návěstidla „Bezpečnostní zastavení“. Tu tvoří obdélníková značka o rozměrech nejméně 200 × 300 mm v orientaci na výšku, kde je bílý podklad zeleně orámován a zeleně úhlopříčně škrtnut z levého horního do pravého dolního rohu, přičemž šířka orámování i šikmého pruhu je 30 mm. Návěst znamená, že před touto návěstí musí každý vlak zastavit.
Na Slovensku téměř shodná ustanovení obsahuje § 29 odst. 5 a 6 vyhlášky č. 359/2010 Z. z., o dopravnom poriadku dráh, podobu návěsti stanoví příloha č. 1 ve druhé části v oddílu B pod bodem 5 shodně s českou.
Před vydáním dopravních řádů drah tyto záležitosti v Československu upravovala Pravidla technického provozu městské dopravy z roku 1958, registrovaná v částce 25/1958 Ú. l., a poté Pravidla technického provozu městských drah, vydaná Ministerstvem dopravy České socialistické republiky a registrovaná v částce 25/1970 Sb. Výnosem Federálního ministerstva dopravy čj. čj. 8 632/72 25 ze dne 20. března 1972, otištěným v částce 6/1972 Věstníku dopravy, byla tato pravidla změněna a doplněna a rozšířena jejich platnost na celé území Československé socialistické republiky. V České republice je pak zrušil zákon o dráhách 266/1994 Sb., na Slovensku zákon o dráhách 513/2009 Z. z.

## Praha
V Praze jsou bezpečnostní zastavovací místa v zastávkách Jana Masaryka, Pod Karlovem, Malovanka, Pohořelec, Vozovna Kobylisy (též ve výjezdu z vozovny), nověji Blatiny, Geologická, Hercovka a Flora. V těch zastávkách, které jsou umístěny ve spádu, je provozním předpisem nařízen rozjezd ze zastávky hmotností vlaku bez pohonu motorem (tj. pouhým odbrzděním bez zařazení stupně jízdy). 
V Chotkově ulici před zatáčkou v Jelením příkopu byla po vážné dopravní nehodě, kdy 24. ledna 1923 tramvajový vlak vykolejil a prorazil zeď do Jeleního příkopu, zřízena od 2. března 1923 zastávka Chotkova silnice, třebaže tu nebyla žádná přepravní potřeba. Na dodržování zastavení zde dohlížel zvlášť ustanovený dozorce, dodatečně ještě ministerstvo železnic nařídilo umístit v zastávce píchací hodiny, takže každý řidič tramvaje musel vystoupit a vyznačit, že skutečně zastavil. V roce 1935 byly zastávka i píchací hodiny odstraněny a nahrazeny bezpečnostním zastavovacím místem, jehož nedodržení se mělo trestat okamžitým přeřazením z provozní služby. Zrušeno bylo 1. května 1978.
U motolské vozovny se v době, kdy zde soupravy jednonápravových obousměrných tramvají končily na kolejovém přejezdu, údajně stávalo, že vlaková četa včetně řidiče byla již při příjezdu do konečné zastávky ještě za jízdy tak zaneprázdněna přípravou dveří na obracení vlaku, že po zprovoznění zadního vjezdu do motolské vozovny došlo k několika těžkým nehodám, když byla výhybka přestavena doleva. Proto bylo před výhybkou pro odbočení do vozovny zřízeno bezpečnostní zastavovací místo, které bylo navíc často kontrolováno.
Mimo zastávku bývalo zastavovací místo na trati v Trojské ulici před hlavním klesáním 8 %. Toto místo bylo jediné, kde platila i povinnost přezkoušet kolejnicové brzdy, a navíc zde byla signalizace, která brání tramvaji vjezdu do úseku, pokud je ještě obsazen předchozí tramvají. Toto zastavovací místo bylo před rokem 2015 přesunuto do zastávky Hercovka a v následujícím úseku nahrazeno omezením rychlosti do 25 km/h.
Bezpečnostní zastavovací místo bývalo též v Jičínské ulici zhruba v půli kopce mezi Florou a Olšanským náměstím, v úrovni výrazné hrobky na Olšanských hřbitovech. V posledních letech před rokem 2015 bylo zrušeno, resp. přemístěno do zastávky Troja a v Jičínské ulici nahrazeno omezením rychlosti do 40 km/h.
Bezpečnostní zastavovací místo v dolní části trati Krejcárek – Palmovka před výjezdem do křižovatky Palmovka bylo zřízeno při zprovoznění trati v roce 1990 především ke snížení rizika, že neovladatelná rozjetá tramvaj vjede do křižovatky. V září 2015 bylo zrušeno a nahrazeno krátkým úsekem omezení rychlosti do 20 km/h, což zajišťuje bezpečnost provozu, ale negeneruje takové zdržení, méně opotřebovává vozy a trať a méně snižuje komfort pro cestující. Po zrušení tohoto BZM již nezůstalo v Praze žádné, které by se nacházelo na širé trati mezi zastávkami.

## Bratislava
V Bratislavě například v roce 2014 bylo nařízeno zřídit bezpečnostní zastavovací místo před začátkem klesání ze Starého mostu k Šafárikovu náměstí kvůli zkrácení zábrzdné vzdálenosti za úsekem s klesáním cca 50 ‰. Odjezd tramvajových vlaků z BZM měl být řízen odjezdovým návěstidlem, které mělo být koordinováno se světelnou signalizací na Šafaříkově náměstí.